# نیشی-کو، ناگویا
نیشی-کو، ناگویا (به لاتین: Nishi-ku, Nagoya) یک منطقهٔ مسکونی در ژاپن است که در ناگویا واقع شده‌است. نیشی-کو  ۱۴۵٬۰۴۰ نفر جمعیت دارد.

## نگارخانه

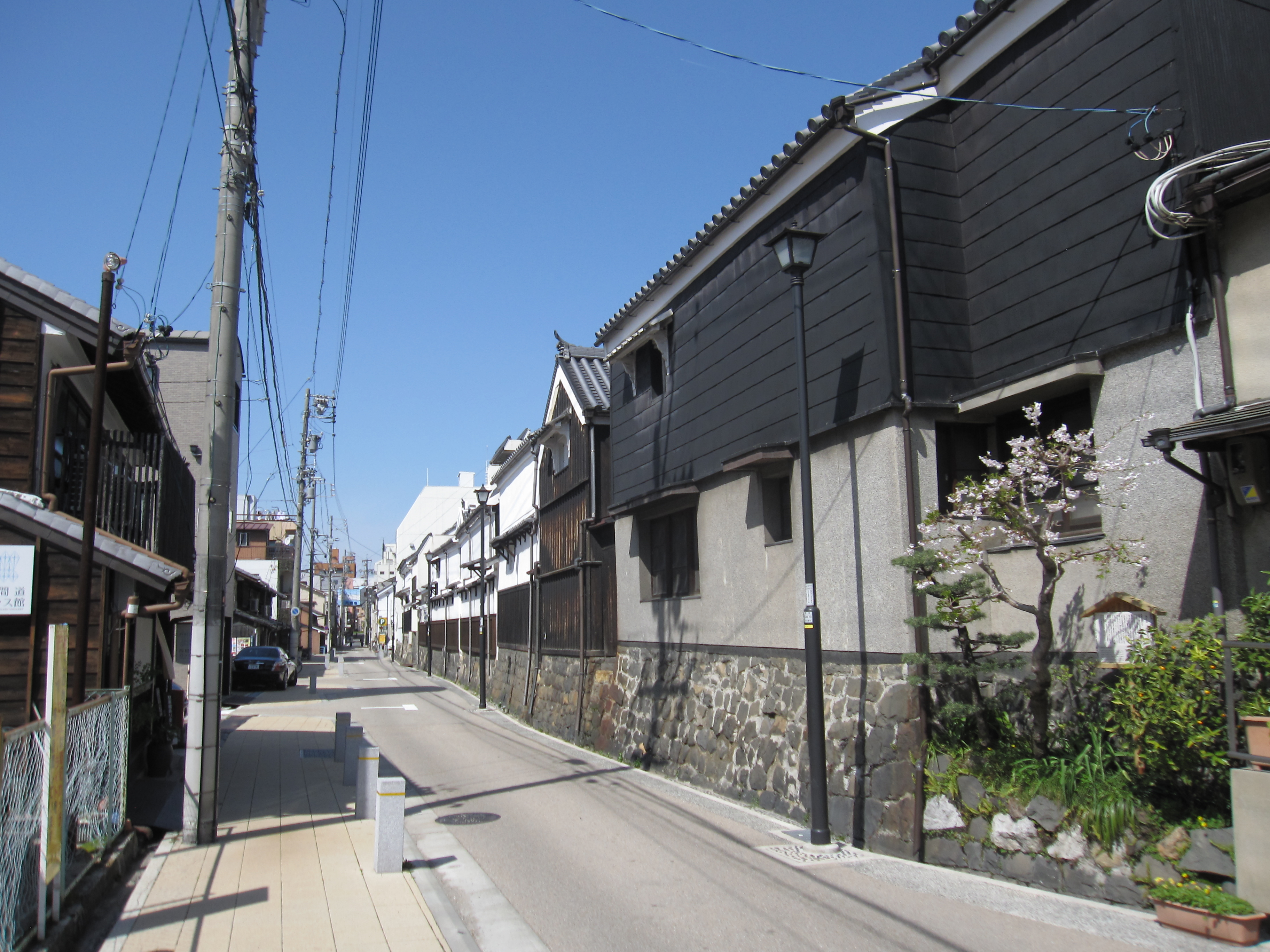
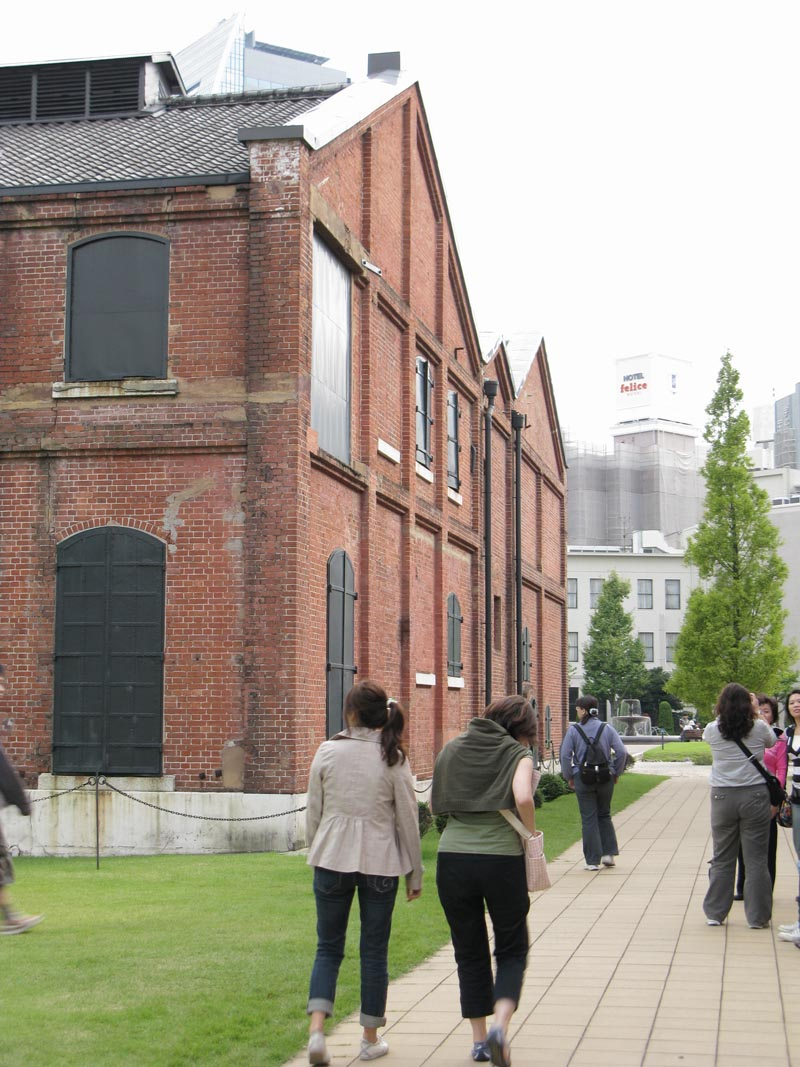
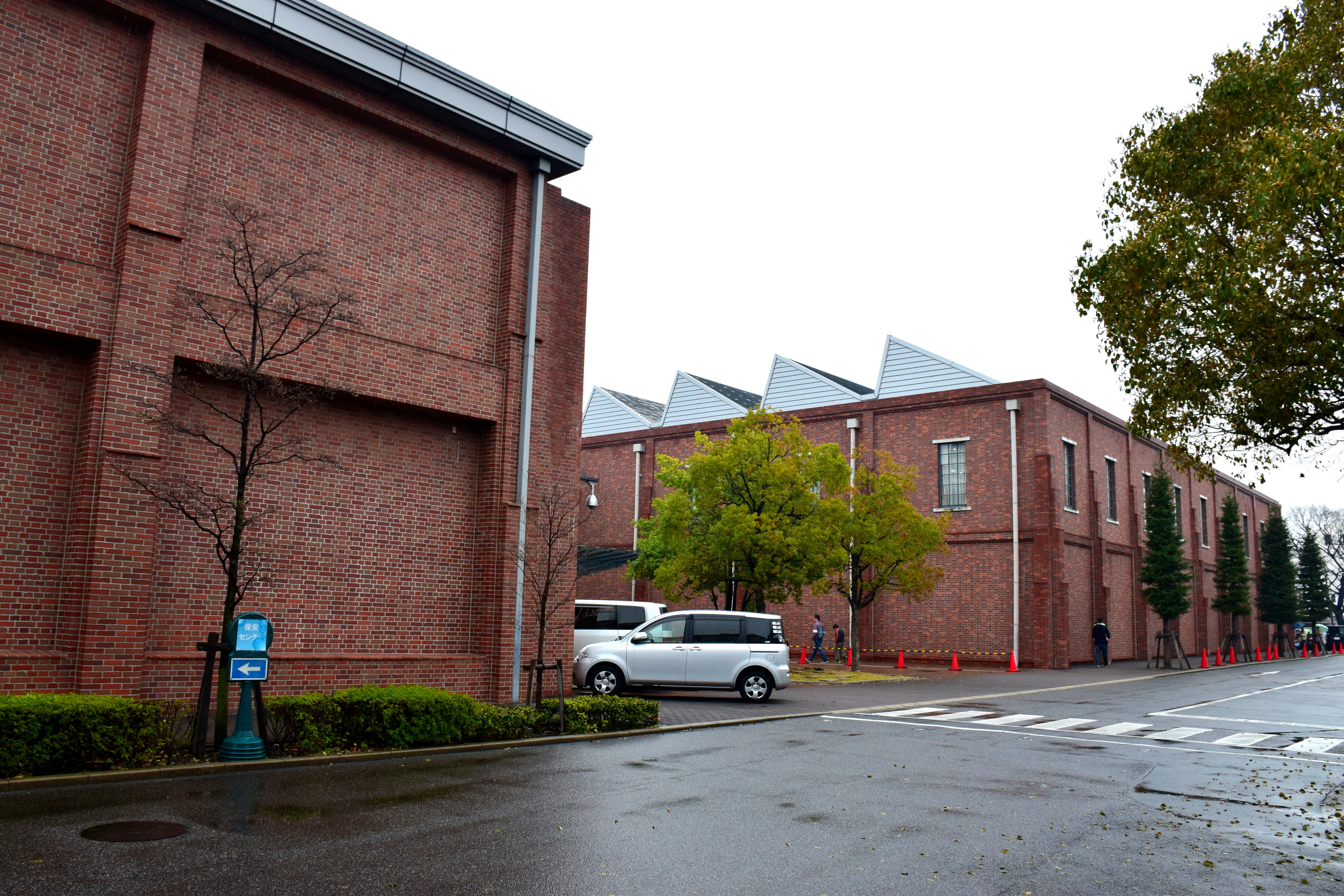
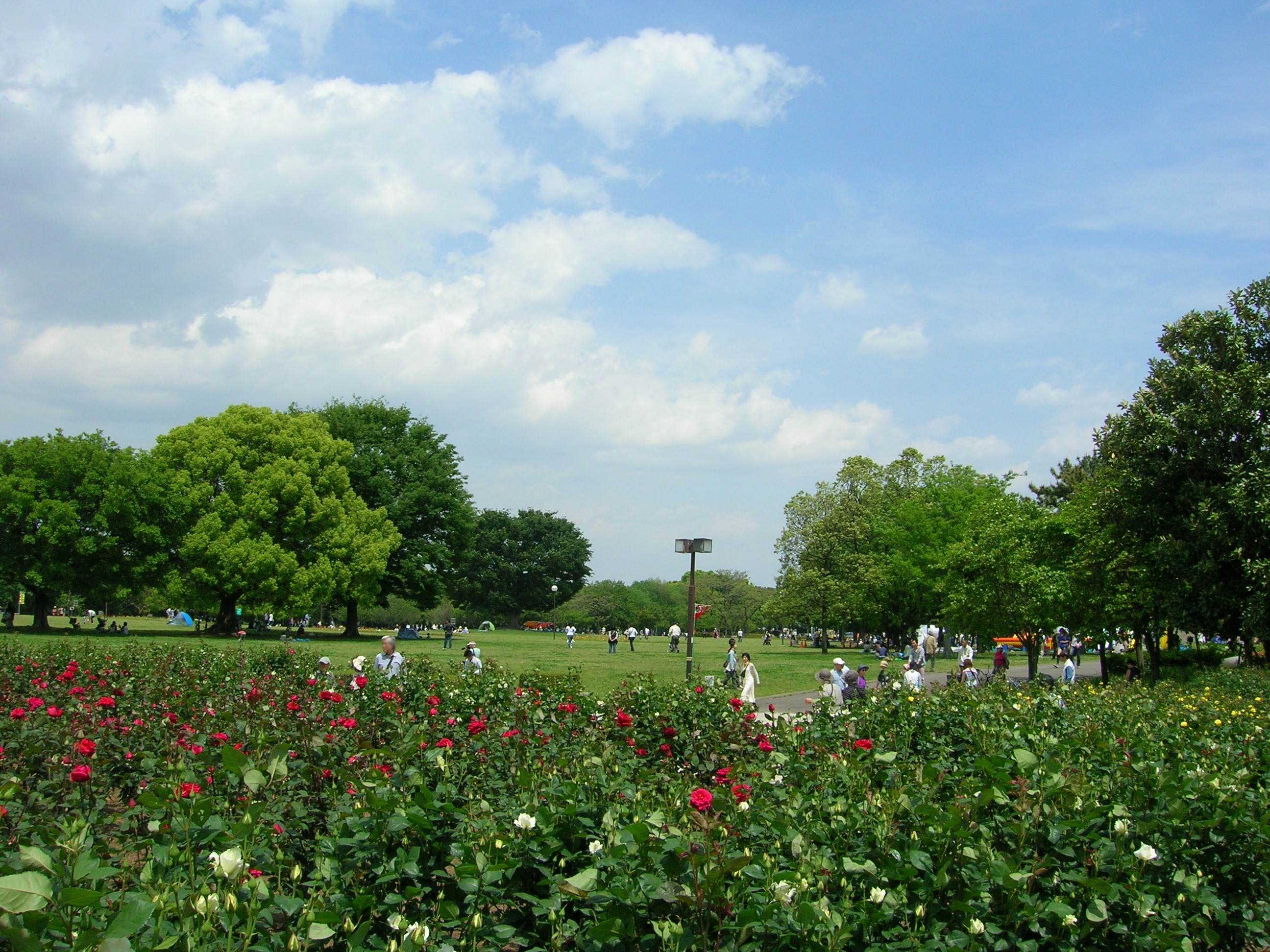